# مخالفت با بردگی

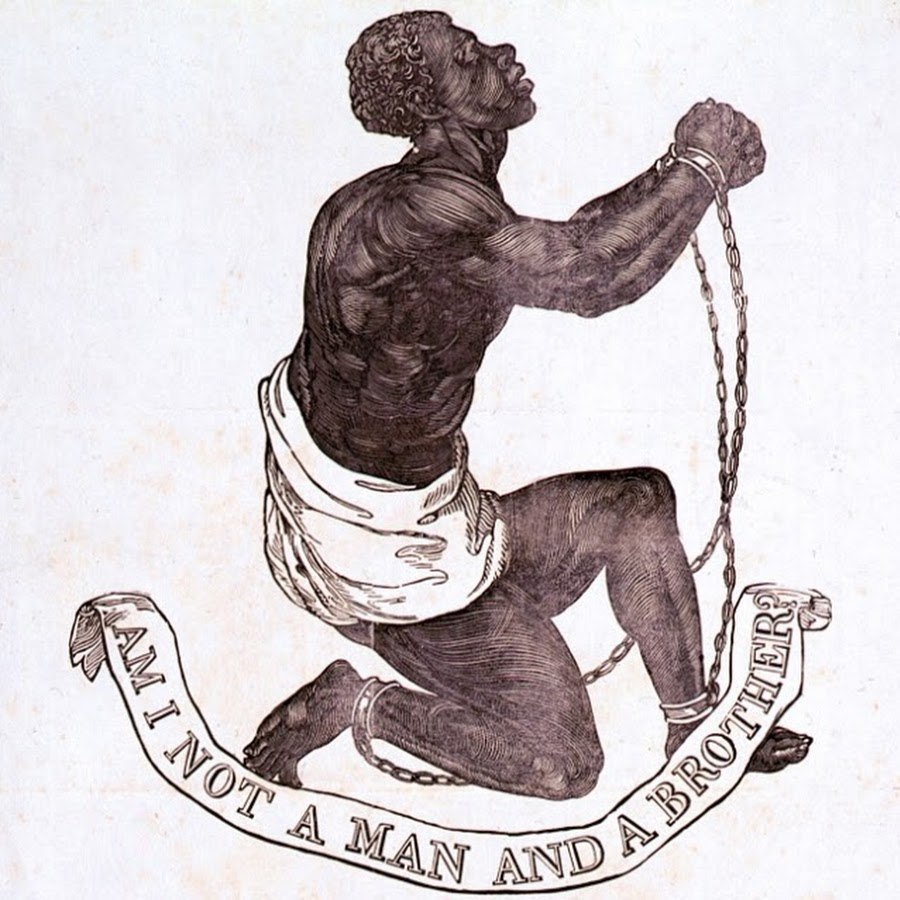
آیا من یک انسان و یک برادر نیستم؟.. طرحی از جوزایا وج‌وود برای کمپینِ ضدِّ برده‌داریِ انگلیسی، ۱۷۸۷

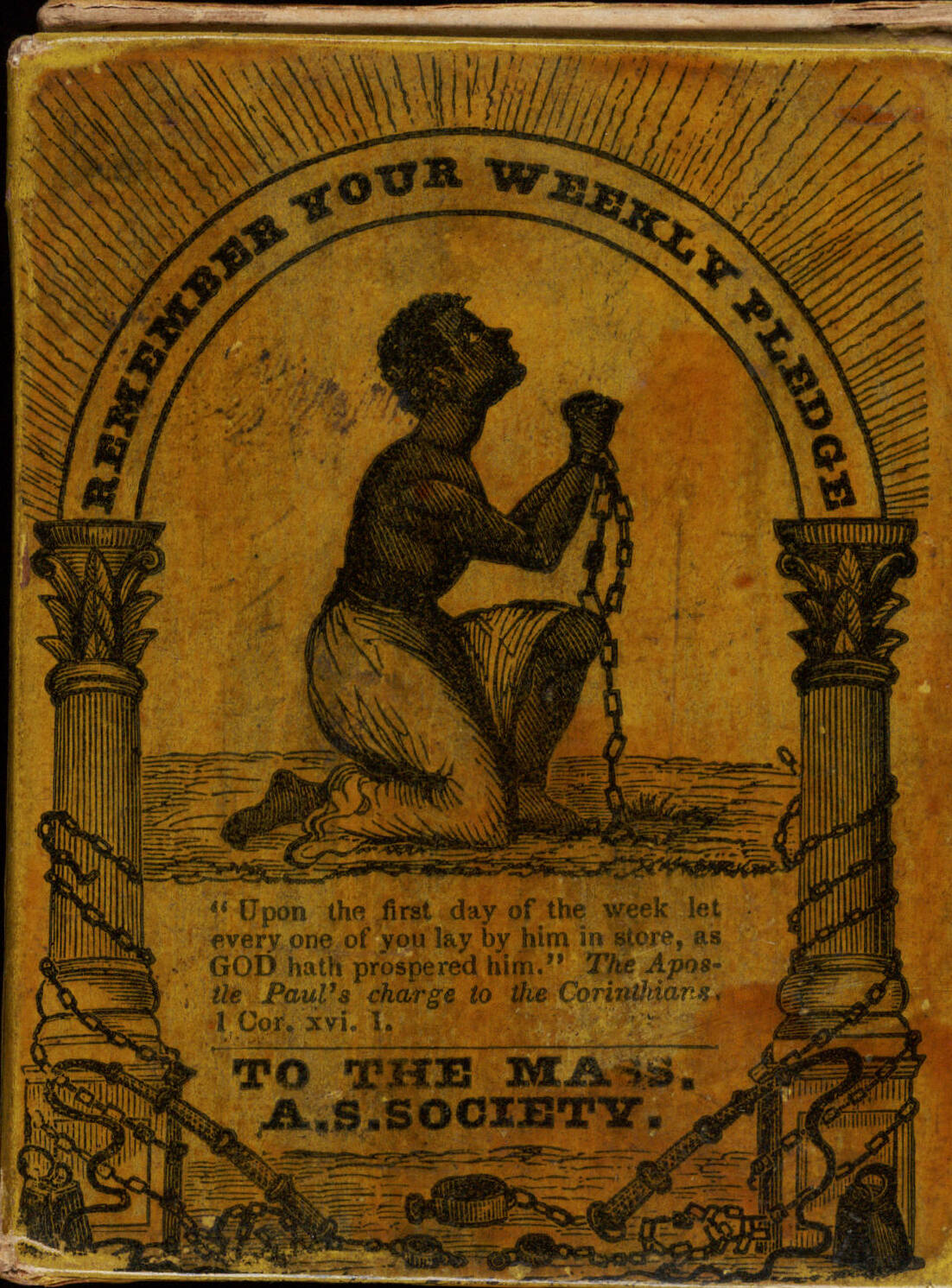
عکسی از انجمن ضدبرده ماساچوست. سیرکا ۱۸۵۰.

مخالفت با بردگی نام جنبشی بود که برای پایان دادن به تجارت برده و آزادسازی بردگان از زیر یوغ و اسارت در آمریکا و غرب اروپا شکل گرفت.

## تاریخچه

### تاریخ برده‌داری
برده داری یک سیستمِ قانونی و به رسمیت شناخته بود که در آن انسان‌ها به‌شکلِ قانونی، ملک یا دارایی در نظر گرفته می‌شدند. برده چندین حق داشت و می‌شد وی را خریداری کرده یا فروخت و مجبور به کار برای مالکِ برده، بدونِ هرگونه حقِ انتخاب (به اجبار) یا دستمزد می‌کردند. در مستعمرات آمریکایی و دیگر نقاط، اغلب فرزندانِ یک مادرِ برده، به عنوانِ برده شناخته شده و به‌شکلِ برده به دنیا می‌آمدند.

### تاریخِ ضدِّ برده‌داری
با اعتراضات کشیش دومینیکنی بارتولومه د لاس کاساس که از شیوه برخورد با بردگان در دنیای نو شوکه شده بود، اسپانیا نخستین قانون الغاء برده داری در مستعمرات را در سال ۱۵۴۲ به اجرا گذاشت ولی مجبور به تضعیف این قانون تا سال ۱۵۴۵ شد.
نظام برده‌داری تا قرن ۱۸ اعتراضات کمی را برانگیخت. در این قرن متفکران عصر روشنگری و معتقدان به فلسفه عقلانی برده‌داری را به دلیل نقض حقوق انسانی مورد انتقاد قرار دادند. سپس اعضای فرقه مذهبی کویکر و دیگر مذاهب انجیلی نیز برده‌داری را به عنوان عملی غیر مسیحی محکوم کردند. اگرچه احساسات ضد برده‌داری در اواخر قرن ۱۸ گسترش بسیاری پیدا کرده بود، با این حال این احساسات نتوانستند تأثیر سریع و مؤثری در مراکز اصلی برده‌داری، نظیر غرب هندوستان، آمریکای جنوبی و ایالت‌های جنوبی آمریکا داشته باشند. واردات بردگان آفریقایی در مستعمرات انگلستان در سال ۱۸۰۷ و در ایالات متحده در سال ۱۸۰۸ ممنوع شد. در نهایت نیز برده‌داری در بریتانیا و غرب هند، در سال ۱۸۲۷ و در متصرفات فرانسه ۱۵ سال بعد منسوخ شد.
با این حال در یازده ایالت در جنوب آمریکا، برده‌داری یک عرف رایج اجتماعی و اقتصادی محسوب می‌شد، به نحوی که در سال ۱۸۶۰، جمعیت بردگان در ایالات متحده به چهار میلیون افزایش یافته بود. مبارزه با بردگی در ایالات متحده به دلیل قوانینی که برای حفظ تعادل قوای نیروهای شمال و جنوب آمریکا در نظر گرفته شده بود تحت فشار قرار داشت. جنبش مخالفت با برده‌داری در شمال تحت رهبری اصلاح طلبان اجتماعی از قبیل ویلیام لوید گریسون -بنیانگذار جامعه ضد برده‌داری آمریکا- نویسندگانی مانند جان گرین لیف ویتیر و هریت بیچر استو؛ بردگان سابق مانند فردریک داگلاس؛ و سیاه پوستان آزاد مانند برادر چارلز هنری و جان بزاز لنگستن -کسی که به پیدایش جنبش جمعیت ضد برده‌داری در اوهایو کمک کرد- قرار داشت.
انتخابات ریاست جمهوری سال ۱۸۶۰ و پیروزی آبراهام لینکلن، به عنوان کسی که با گسترش برده‌داری به سوی غرب مخالفت کرد، نقطه عطفی در تاریخ جنبش ضد برده‌داری آمریکا بود. به دنبال این اتفاق و با اعتقاد به اینکه مسیر آنان در زندگی مورد تهدید قرار گرفته، ایالات جنوبی از اتحاد ایالات متحده خارج شدند؛ اقدامی که منجر به جنگ‌های داخلی آمریکا شد. در سال ۱۸۶۳ آبراهام لینکلن اعلامیه‌ای مشهور به اعلامیه آزادی را صادر کرد که به موجب آن تمامی بردگان مستقر در ایالت‌های موتلف آزاد شدند و به دنبال آن و بر پایه سیزدهمین متمم قانون اساسی ایالات متحده (۱۸۶۵) برده‌داری در سراسر کشور ممنوع شد.
برده‌داری در آمریکای لاتین برای اولین بار در طول جنگ‌های استقلال (۱۸۱۰–۱۸۲۲) ممنوع شد، با این حال این شیوه تا سال ۱۸۸۸ و به صورت یک عادت در این مناطق باقی‌مانده بود، به ویژه در مستعمرات اسپانیولی نظیر کوبا و پورتوریکو. در برخی مناطق آفریقایی و بخش عمده جهان اسلام نیز تا اوایل قرن ۲۰ بر ادامه سنت برده‌داری به عنوان یک اصل قانونی و شرعی اصرار می‌شدهر چند که بر اساس احکامی کمرنگ شده بود مانند حدیثی از پیامبر اسلام که بیان میکند بدترین مردم کسی است که انسان ها بفروشد.(کافی"جلد5"ص114)

## تاریخ وضع قوانین مخالفت با برده‌داری در کشورها
- مجارستان: استفان اول مجارستان، اولین پادشاه مسیحی مجارستانی، در قوانین خود (نزدیک به ۱۰۰۰) اعلام کرد که هر برده که زندگی می‌کند، حضور دارد یا وارد قلمرو پادشاهی مجارستان می‌شود باید بلافاصله آزاد شود.
- سوئد: ماگنوس چهارم در سال ۱۳۳۰ میلادی فرمان آزادی تمامی بردگانی را که از پدر و مادری مسیحی به دنیا آمده‌اند اعلام کرد.
- ژاپن: در سال ۱۵۸۷ تویوتومی هیده‌یوشی دستور داد تجارت برده لغو شود. جانشین او توکوگاوا ایه‌یاسو نیز الغای برده‌داری را ادامه داد هرچند برده‌داری شدید هنوز در عمل تا سقوط شوگون‌سالاری توکوگاوا در ۱۸۶۰ ادامه داشت.
- پرتغال: ۱۷۶۱
- انگلستان و ولز: از نظر لرد سامرست برده‌داری در این مناطق عملاً تا ۱۷۷۲ ادامه داشت.
- اسکاتلند: ۱۷۹۹ و در پی تصویب قانونی در پارلمان بریتانیا
- کانادای بالایی: ۱۷۹۳، توسط قانون ضد برده‌داری (این هیچ‌یک از بردگان را آزاد نکرد، اما اظهار داشت که فرزندان بردگان موجود در سن ۲۵ سالگی آزاد خواهند شد)
- فرانسه (بار اول): ۱۷۹۴–۱۸۰۲، از جمله تمام مستعمرات (اگرچه این قانون ممنوعیت برده‌داری هرگز در بعضی از مستعمرات به اجرا در نیامد، چرا که در برخی موارد مجامع محلی در برابر آن دست به مقاومت زدند و در برخی دیگر مستعمره تحت اشغال انگلستان بودند)
- کانادای پایینی: در سال ۱۸۰۳، ویلیام اوسگود، رئیس دادگستری کانادای پایینی، حکم داد که برده‌داری با قوانین بریتانیا سازگار نیست؛ این حکم بسیاری از بردگان را آزاد کرد، اما برخی دیگر تا لغو کامل برده‌داری در تمام امپراتوری بریتانیا در سال ۱۸۳۳ برده باقی ماندند.
- شیلی: سال ۱۸۱۱ به صورت جزئی، و در سال ۱۸۲۳ برای همه کسانی که برده باقی‌مانده بودند و «هر کسی که به صورت برده پا در خاک شیلی بگذارد».
- آرژانتین: ۱۸۱۳
- اکوادور، کلمبیا، پاناما و ونزوئلا: ۱۸۲۱، در طول یک برنامه رهایی تدریجی (کلمبیا در سال ۱۸۵۳، ونزوئلا در سال ۱۸۵۴)
- مکزیک: ۱۸۲۹
- اسپانیا: ۱۸۳۷، فقط برای کشور اصلی و نه برای مستعمرات
- دانمارک: ۱۸۴۸، شامل تمامی مستعمرات
- فرانسه (بار دوم): ۱۸۴۸، شامل تمامی مستعمرات
- پرو: بردگان آفریقایی پرو به صورت اسمی در سال ۱۸۲۱ توسط سرتیپ سان مارتین آزاد شدند، اما آن‌ها تا فرمان رامون کاستیلا در سال ۱۸۵۱ نتوانستند آزادی واقعی را دریافت کنند. پس از آن کارگران چینی جایگزین بردگان آفریقایی شدند و از آن به بعد در یک نظام نیمه برده‌داری کار می‌کردند، تا زمانی که عمدتاً توسط نیروهای شیلی در طول جنگ اقیانوس آرام در سال ۱۸۸۰ آزاد شدند.
- مولداوی: ۱۸۵۵
- روسیه: ۱۸۶۱
- هلند: ۱۸۶۳ شامل تمام مستعمرات
- آمریکا: ۱۸۶۵ پس از پایان جنگ‌های داخلی آمریکا
- پورتوریکو: ۱۸۷۳ و کوبا: ۱۸۸۶ که هر دو از مستعمرات اسپانیا بودند.
- امپراتوری عثمانی: ۱۸۷۶
- برزیل: ۱۸۸۸
- کره: ۱۸۹۴
- ماداگاسکار: ۱۸۹۶
- زنگبار: ۱۸۹۷
- تایلند: ۱۹۰۵
- چین: ۱۹۱۰؛ هرچند تا سال ۱۹۳۰ نزدیک به چهار میلیون کودک در این کشور به صورت برده باقی ماندند.
- سومالی: ۱۹۲۰
- افغانستان: ۱۹۲۳
- سودان: به صورت قانونی برده‌داری در سال ۱۹۲۴ ممنوع شد اما در عمل همچنان ادامه دارد
- اتیوپی: ۱۹۲۳
- عراق: ۱۹۲۴
- نپال: ۱۹۲۶
- ایران:(بار اول) ۵۳۸ ق.م. (بار دوم) ۱۹۲۸
- برمه: ۱۹۲۹
- مراکش: ۱۹۳۰
- نیجریه شمالی: ۱۹۳۶
- قطر: ۱۹۵۲
- عربستان: ۱۹۶۲
- یمن: ۱۹۶۲
- امارات متحده عربی: ۱۹۶۳
- عمان: ۱۹۷۰
- موریتانی: ۱۹۸۰
- نیجر: ۲۰۰۳
- نپال: ۲۰۰۸